# Pantano di Grano
Pantano di Grano è la zona urbanistica 16F del Municipio Roma XII di Roma Capitale.
Si estende sulle zone Z. XLIII Maccarese Nord e Z. XLV Castel di Guido.

## Geografia fisica

### Territorio
Occupa l'intera area a sud di via Aurelia della zona di Castel di Guido, con l'eccezione dell'area di Massimina, che costituisce la zona urbanistica 16E, estendendosi dal Grande Raccordo Anulare a est al confine ovest di Roma Capitale con il comune di Fiumicino.
La zona urbanistica confina:
- a nord con le zone urbanistiche 18F Boccea e 16E Massimina
- a est con la zona urbanistica 16C Pisana
- a sud con la zona urbanistica 15G Ponte Galeria
- a ovest con il comune di Fiumicino